# Senador José Porfírio
Senador José Porfírio is een gemeente in de Braziliaanse deelstaat Pará. De gemeente telt 11.827 inwoners (schatting 2015).

## Aangrenzende gemeenten
De gemeente grenst aan Altamira, Anapu, Porto de Moz, Portel, São Félix do Xingu en Vitória do Xingu.